# Srí Lanka-i leopárd
A Srí Lanka-i leopárd vagy ceyloni leopárd (Panthera pardus kotiya) a ragadozók (Carnivora) rendjébe és a macskafélék (Felidae) családjába tartozó leopárd (Panthera pardus) egy alfaja, amely kizárólag Srí Lanka szigetén található meg. Először Paules Edward Pieris Deraniyagala Srí Lanka-i zoológus írta le az alfajt 1956-ban.
2020 óta a Természetvédelmi Világszövetség Vöröslistáján sebezhetőként szerepel, mivel a becslések szerint egyedszáma kevesebb, mint 800 fő és a szám valószínűleg csökkenő tendenciát mutat.

## Elterjedése
Srí Lanka minden élőhelyén megtalálható, legyen az védett vagy nem védett. Ezeket az élőhelytípusokat az alábbi kategóriákban sorolhatjuk:
- száraz zóna
- mérsékelten száraz zóna
- nedves zóna

A sziget középső részén található dombvidéken találtak leopárdokat erdei foltokban, teaföldeken, füves területeken, kertekben, valamint fenyő-és eukaliptuszültetvényekben.

## Megjelenése

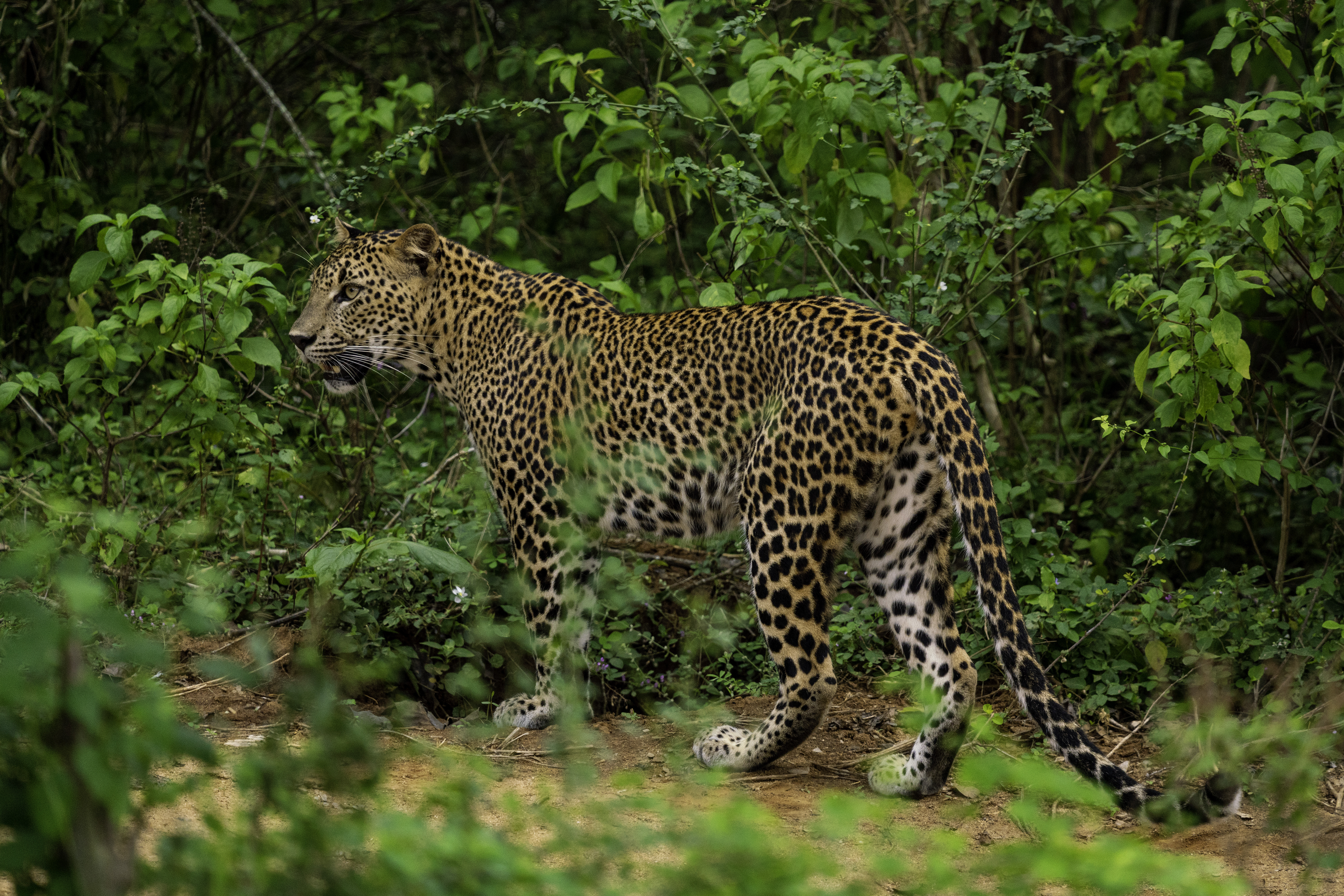
Egy nőstény egyed.

A ceyloni leopárd homokszínű, illetve rozsdás bundája sötét foltokkal és rozettákkal rendelkezik, amelyek méretűek, mint az indiai leopárdé. A 20. század elején mért hét nőstény átlagos tömege 29 kg, testhossza 1 méter és farokhossza 77 cm volt; a lemért 11 hím átlagban 56 kg súlyú, 1,2 méter hosszú és 84 cm-es farokhosszú volt. Egy nagyobb termetű leopárd alfajjá vált, mivel a sziget csúcsragadozójává vált az olyan más nagymacska vetélytársak nélkül, mint amilyenek a tigris vagy az oroszlán. Állítólag elérhetik a hímek a 100 kg-os tömeget is, bár erre még nem áll rendelkezésre bizonyíték.
A melanisztikus egyed (az ún. "fekete párduc") ritka. Kevés ilyen egyedet találtak Mawuldeniya, Pitadeniya és Nallathanniya területén. 2019 októberében az ország Vadvédelmi Minisztériuma először rögzített élő felvételt egy fekete bundájú hímről.

## Életmódja
A Yala Nemzeti Parkban magányos ragadozóként él, leszámítva az anyaállatot a kölykeivel. A hím területe jellemzően átfedi több nőstény, illetve a szomszédos hímek territóriumának egy részét, bár kizárólag a magterület nyilvánvaló. Éjszaka aktívabb és az ez időtáji vadászatot részesíti előnybe, de hajnalban, szürkületkor és nappal is aktív lehet. Ritkán viszi a fára az elejtett prédát, ami a kompetencia hiányával és a viszonylag bőséges prédaállománnyal lehet magyarázható. 2001 és 2002 között a Yala I. blokkjának felnőtt leopárdállományának a sűrűségét 12,1, míg korcsoporttól függetlenül 21,7 egyedre becsülték 100 km2-enként.
A ceyloni leopárd úgy vadászik, hogy csendben cserkészi be a zsákmányát, amíg feltűnő távolságban nem kerül, amikor gyors sebességet szabadít fel, hogy üldözze és lecsapjon áldozatára. A zsákmányt egyetlen torokharapással öli meg. A legtöbb macskaféléhez hasonlóan a prédaválasztás terén gyakorlatias, melybe beleférnek a kisemlősök, madarak, hüllők, valamint a nagyobb állatok. Száraz évszakban legfőbb zsákmányállata a Srí Lanka-i pettyes szarvas. Továbbá számbárszarvasra, muntyákszarvasra, vaddisznóra és majmokra is vadászhat.
A másik nagyragadozó, amelyikkel együtt él, az a Srí Lanka-i ajakos medve.
A vadonban átlagélettartama 12-15 év, de fogságban akár 22 évig is élhet.

## Természetvédelmi helyzete
Az alfaj túlélését elsősorban a növekvő élőhelyvesztés és szétdarabolódás fenyegeti, illetve az ember által okozott halálozási ráta emelkedése. Véletlenül a más fajokra szánt drótcsapdáknak is áldozatul eshet, valamint megtorlásként a háziállatok levadászására válaszul megölhetik (ezt általában állati tetemek mérgezésével csinálják, de akár le is lőhetik a nagymacskát). 2010 óta több, mint 90 leopárdot öltek meg Srí Lankán.
Három egyed halt bele tőrcsapdákba a Sinharaja természetvédelmi területen, az egyik elpusztult állatot kitömték és kiállították a Giritale Vadvilág Múzeumban. 2020 márciusában ugyanaz a fekete hím, amelyet lefilmeztek 2019-ben, a Lakshapana birtokon egy csapdában találták meg. Később egy vadállatmenhelyre szállították állatorvosi kezelésre, ahol végül elpusztult. A tőr súlyosan megsebesítette a nagymacska nyakát. Még a nagy, összefüggő védett területeken is az emberi behatolás a határmenti területeken befolyásolja a leopárd-állomány elterjedését és csökkenti a védett területek tényleges nagyságát.

## Képek
|  |  |  |  |  |  |

## Fordítás
- Ez a szócikk részben vagy egészben  a   Sri Lankan leopard című angol Wikipédia-szócikk fordításán alapul.  Az eredeti cikk szerkesztőit annak laptörténete sorolja fel. Ez a jelzés csupán a megfogalmazás eredetét és a szerzői jogokat jelzi, nem szolgál a cikkben szereplő információk forrásmegjelöléseként.